# Theodore Roosevelt
Theodore Roosevelt, Jr. (27 tháng 10 năm 1858 – 6 tháng 1 năm 1919), còn được gọi là T.R. hay Teddy, là một chính khách, chính trị gia, nhà bảo tồn học, người theo chủ nghĩa tự nhiên, nhà văn, và là Tổng thống thứ 26 của Hoa Kỳ tại nhiệm từ năm 1901 đến 1909. Ông từng là Phó Tổng thống thứ 25 của Hoa Kỳ tại nhiệm từ tháng 3 đến tháng 9 năm 1901 và là Thống đốc bang New York từ năm 1899 đến năm 1900. Roosevelt là lãnh đạo của Đảng Cộng hòa và là nhân vật chủ lực giúp ban hành các chính sách chống độc quyền trong Thời kỳ Tiến bộ đầu thế kỷ 20.
Lúc còn nhỏ, Roosevelt là một đứa trẻ ốm yếu khi mắc phải bệnh hen suyễn khiến cơ thể bị suy nhược. Thế nhưng, nhờ tích cực rèn luyện thể lực và có một lối sống lành mạnh và, ông đã vượt qua những rào cản sức khỏe và thoát khỏi căn bệnh hen suyễn ở độ tuổi thanh thiếu niên. Roosevelt nổi tiếng nhất bởi tính lạc quan và giàu nghị lực của mình. Ở Roosevelt, mọi người thấy được một hình mẫu chàng cao bồi nam tính mạnh mẽ với nhiều mối quan tâm và thành tựu đặc sắc mang tầm quốc tế. Từ nhỏ, ông được giáo dục tại gia và bắt đầu ủng hộ chủ nghĩa tự nhiên trước khi ghi danh vào Đại học Havard. Cuốn sách xuất bảng năm 1882 của ông mang tên The Naval War of 1812 đã giúp ông xây dựng danh tiếng với vai trò là một sinh viên ngành sử học và người viết sách.
Trước khi trở thành một chính trị gia, Roosevelt là nhà lãnh đạo của một nhánh ủng hộ các chính sách cải cách trong Đảng Cộng hòa ở Quốc hội bang New York. Khi cả vợ và mẹ của ông lần lượt qua đời, vì quá đau buồn, ông đã đến một trang trại ở Dakota để sinh sống. Ông từng là Thứ trưởng Hải quân Hoa Kỳ dưới thời Tổng thống William McKinley. Tuy nhiên, một thời gian ngắn sau khi nhận vị trí này, ông đã xin từ chức để lãnh đạo nhóm Rough Riders (biệt danh của một nhóm kỵ binh tình nguyện Hoa Kỳ) trong thời gian Chiến tranh Tây Ban Nha-Hoa Kỳ, và sau cuộc chiến, ông trở thành vị anh hùng. Năm 1898, ông được bầu làm Thống đốc bang New York. Sau khi Phó Tổng thống Garret Hobart qua đời năm 1899, các nhà lãnh đạo Đảng Cộng hòa ở New York đã thuyết phục McKinley chọn Roosevelt làm người đồng ứng cử với ông trong cuộc bầu cử Tổng thống năm 1900. Roosevelt đã tích cực vận động người dân bỏ phiếu cho mình, và cuối cùng, cặp đôi McKinley-Roosevelt đã có một chiến thắng thuyết phục khi tập trung xoay quanh các vấn đề như hòa bình, thịnh vượng, và bảo tồn tài nguyên thiên nhiên.
Roosevelt nhận chức Phó Tổng thống vào tháng 3 năm 1901 và trở thành Tổng thống ở tuổi 42 sau khi Tổng thống đương nhiệm William McKinley bị ám sát. Sau sự kiện năm đó, ông là vị Tổng thống trẻ tuổi nhất trong lịch sử Hoa Kỳ. Roosevelt là lãnh đạo của phong trào tiến bộ, và điều này được thể hiện qua việc ông đã bảo vệ các chính sách đối nội có biệt danh "Square Deal" nhằm hứa hẹn mang lại sự công bằng cho người dân có mức thu nhập trung bình, phá vỡ độc quyền trong kinh doanh thương mại, đồng thời, chỉnh đốn ngành công nghiệp đường sắt và việc cung cấp thuốc men và thực phẩm sạch. Ông ưu tiên ban hành các chính sách nhằm bảo tồn thiên nhiên thông qua việc thành lập thêm nhiều vườn, rừng, và tượng đài quốc gia với mong muốn bảo tồn các tài nguyên thiên nhiên của đất nước. Về vấn đề đối ngoại, Roosevelt tập trung hợp tác phát triển ở vùng Trung Mỹ nơi ông bắt đầu kế hoạch xây dựng kênh đào Panama. Ông mở rộng và phát triển lực lượng Hải quân và đã cho Hạm đội Great White công du vòng quanh thế giới để phô diễn sức mạnh hải quân Hoa Kỳ. Ông là người đã thực hiện đàm phán và giúp dẫn đến kết thúc cuộc chiến tranh Nga-Nhật (1904 - 1905). Thành công to lớn này đã giúp cho ông nhận Giải Nobel Hoà bình năm 1906. Trong các nhiệm kỳ của mình, Roosevelt không quá tập trung ban hành các chính sách liên quan đến vấn đề thu thuế hay tiền tệ. Năm 1904, sau khi giành chiến thắng trong cuộc bầu cử Tổng thống, ông mới được nhận một nhiệm kỳ hoàn chỉnh. Ở nhiệm kỳ mới, Roosevelt tiếp tục ban hành các chính sách tiến bộ, và phần lớn các đạo luật này đều được Quốc hội thông qua. Ông chính thức phát biểu ủng hộ người bạn thân của mình là William Howard Taft trong cuộc bầu cử Tổng thống năm 1908.
Không lâu sau khi cuộc bầu cử 1908 kết thúc, Roosevelt bắt đầu thất vọng với Taft do các chính sách bảo thủ của vị tân Tổng thống. Do đó, Roosevelt cố gắng giành được đề cử của Đảng Cộng hòa trong cuộc bầu cử Tổng thống năm 1912 để thay đổi các chính sách của vị lãnh đạo đương nhiệm. Tuy nhiên, Roosevelt đã thất bại, và ông đã từ bỏ Đảng Cộng hòa để thành lập Đảng Tiến bộ nhằm kêu gọi các cải cách tiến bộ tầm cỡ vĩ mô. Ông tự mình đứng ra tranh cử trong cuộc bầu cử 1912 với tư cách ứng viên từ Đảng Tiến bộ. Tuy nhiên, do có quá nhiều đối thủ với các chính sách tương đồng đã gây ra hiện tượng chia phiếu bầu (tiếng Anh: split vote - người dân bầu cho ứng viên khác biệt nhất với những người còn lại) và giúp ứng viên Đảng Dân chủ Woodrow Wilson giành thắng lợi. Sau khi thất bại, Roosevelt bắt đầu một cuộc khám phá khoa học ở lưu vực sông Amazon nơi ông suýt mất mạng do mắc phải bệnh nhiệt đới. Trong thời gian Chiến tranh thế giới thứ nhất, ông đã chỉ trích Tổng thống Wilson vì giữ nước Mỹ nằm ngoài trận chiến trực tiếp với Đức, và đề nghị dẫn một đoàn quân tình nguyện đi tham chiến ở Pháp. Tuy nhiên, đề nghị đó của Roosevelt đã bị từ chối. Ông từng suy nghĩ về việc sẽ lại đứng ra tranh cử trong cuộc bầu cử năm 1920, nhưng sức khỏe ông ngày càng suy yếu cho đến khi ông qua đời năm 1919.

## Thiếu thời và gia đình

Theodore Roosevelt năm 11 tuổi

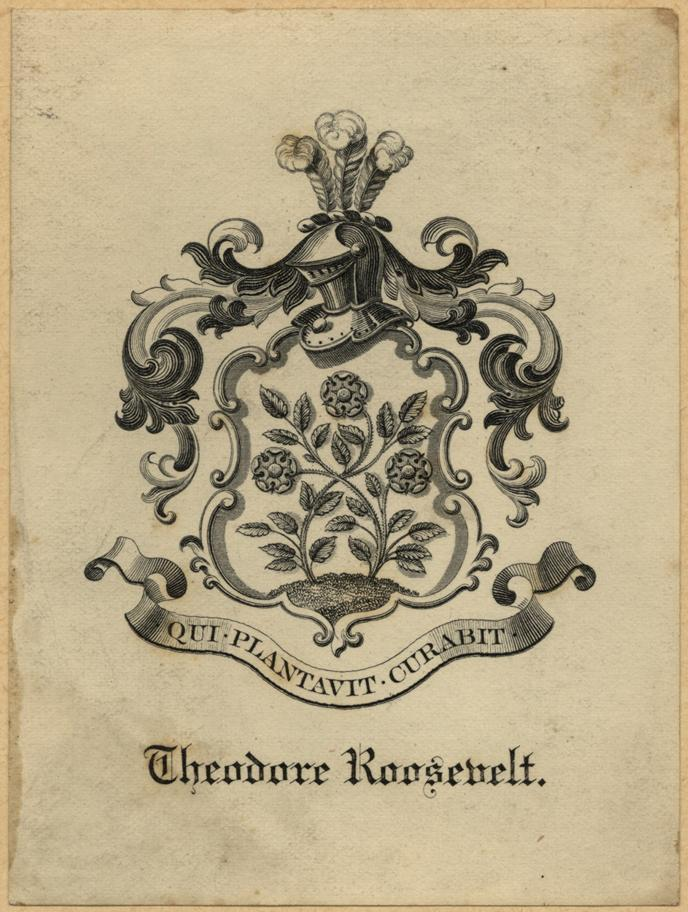
Gia huy Roosevelt được trình bày trên nhãn sách của Theodore Roosevelt, có hình ba bông hồng trên đồng cỏ (liên quan đến họ, có nghĩa là "cánh đồng hoa hồng" trong tiếng Hà Lan).

Theodore Roosevelt Jr sinh ngày 27 tháng 10 năm 1858, tại 28 phía Đông đường 20 ở Manhattan, Thành phố New York. Ông là con thứ hai trong số bốn người con được sinh ra từ nhà xã hội Martha Stewart "Mittie" Bulloch và là doanh nhân kiêm nhà từ thiện Theodore Roosevelt Sr. ông có một chị gái (Anna, biệt danh "Bamie"), một em trai (Elliott) và một em gái (Corinne). Elliott sau này là cha của Đệ nhất phu nhân Anna Eleanor Roosevelt, vợ của người anh họ xa của Theodore, Tổng thống Franklin Delano Roosevelt. Ông nội của ông là người gốc Hà Lan; tổ tiên khác của ông chủ yếu bao gồm người Scotland và Scotland-Ireland, người Anh  and smaller amounts of German, Welsh and French. Theodore Sr. là con trai thứ năm của doanh nhân Cornelius Van Schaack "C. V. S." Roosevelt và Margaret Barnhill cũng như anh trai của Robert Roosevelt và James A. Roosevelt.  Người anh em họ thứ tư của Theodore, James Roosevelt I, cũng là một doanh nhân, là cha của Tổng thống Franklin Delano Roosevelt. Mittie là con gái nhỏ của Thiếu tá James Stephens Bulloch và Martha P. "Patsy" Stewart. Thông qua Van Schaacks, Roosevelt là hậu duệ của gia đình Schuyler.
Tuổi trẻ của Roosevelt phần lớn được định hình bởi sức khỏe kém và suy nhược do bệnh hen suyễn của ông. Ông liên tục trải qua những cơn hen suyễn đột ngột vào ban đêm khiến trải nghiệm như chết ngạt, khiến cả Theodore và cha mẹ anh đều khiếp sợ. Các bác sĩ đã không có cách chữa trị và thường xuyên kê cho ông nhiều phương thuốc điều trị vô cùng kỳ quái. Không chỉ thế, Roosevelt còn bị mắc bệnh cận thị. Do đó, thay vì đến trường như bao đứa trẻ khác ông được giáo dục tại nhà. Tuy nhiên, ông rất năng động và tinh nghịch, ham học hỏi. Mối quan tâm suốt đời của anh ấy đối với động vật học bắt đầu từ năm 7 tuổi khi ông nhìn thấy một con hải cẩu đã chết tại một khu chợ địa phương;  sau khi lấy được đầu của con hải cẩu, Roosevelt và hai anh em họ đã thành lập cái mà họ gọi là "Bảo tàng Lịch sử Tự nhiên Roosevelt".  Sau khi học được những kiến thức thô sơ của ngồi xác động vật, ông đã lấp đầy bộ sưu tập tạm bợ của mình bằng những con vật mà ông đã giết hoặc bắt được; sau đó ông nghiên cứu các loài động vật và chuẩn bị cho cuộc triển lãm. Năm 9 tuổi, ông ghi lại quá trình quan sát côn trùng của mình trong một bài báo có tựa đề "Lịch sử tự nhiên của côn trùng".

## Sự nghiệp chính trị ban đầu

### Dân biểu bang

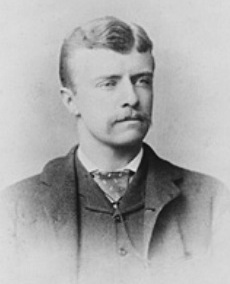
Roosevelt khi giữ chức Dân biểu bang New York, 1883

Roosevelt là thành viên của Hội đồng bang New York (New York Co., 21 D.) tại 1882, 1883 và 1884. Ông ngay lập tức bắt đầu ghi dấu ấn của mình, đặc biệt là trong các vấn đề tham nhũng của cơ quan. Ông đã chặn một nỗ lực tham nhũng của nhà tài chính Jay Gould để giảm thuế của ông. Roosevelt đã vạch trần sự thông đồng bị nghi ngờ trong vấn đề này của Thẩm phán Theodoric R. Westbrook, và lập luận và nhận được sự chấp thuận để tiến hành một cuộc điều tra nhằm mục đích luận tội thẩm phán. Ủy ban điều tra bác bỏ luận tội, nhưng Roosevelt đã vạch trần khả năng tham nhũng ở Albany, và do đó giả định một hồ sơ chính trị tích cực và cao trong nhiều ấn phẩm ở New York.
Những nỗ lực chống tham nhũng của Roosevelt đã giúp anh ta thắng cử lại trong 1882 với cách biệt lớn hơn hai chọi một, một thành tích còn ấn tượng hơn nhờ quyền tổng thư ký đảng Dân chủ ứng cử viên Grover Cleveland đã giành được quận của Roosevelt.  Với phe Stalwart của Conkling trong Đảng Cộng hòa trong tình trạng hỗn loạn sau Vụ ám sát James A. Garfield của Tổng thống James Garfield, Roosevelt đã thắng cử với tư cách là lãnh đạo đảng Cộng hòa tại quốc hội. Ông liên minh với Thống đốc Cleveland để giành được thông qua dự luật cải cách dịch vụ dân sự. Roosevelt đã thắng cử lần thứ hai và tìm kiếm văn phòng của Chủ tịch Hội đồng Bang New York, nhưng bị Titus Sheard đánh bại trong cuộc bỏ phiếu kín từ 41 đến 29 trong cuộc bỏ phiếu kín của GOP. Trong nhiệm kỳ cuối cùng của mình, Roosevelt từng là Chủ tịch Ủy ban về các vấn đề của các thành phố;  ông đã viết nhiều dự luật hơn bất kỳ nhà lập pháp nào khác.

### Bầu cử tổng thống năm 1884
Với vô số ứng cử viên tổng thống đầy hy vọng để lựa chọn, Roosevelt đã ủng hộ Thượng nghị sĩ George F. Edmunds của Vermont. Đảng Cộng hòa của bang ưa thích tổng thống đương nhiệm, Chester A. Arthur, người được biết đến với việc thông qua Đạo luật Cải cách Dịch vụ Dân sự Pendleton. Roosevelt đã đấu tranh và thành công trong việc gây ảnh hưởng tới các đại biểu Manhattan tại đại hội cấp bang ở Utica. Sau đó, ông nắm quyền kiểm soát đại hội cấp bang, mặc cả suốt đêm và vượt qua những người ủng hộ Arthur và James G. Blaine; do đó, ông đã nổi tiếng toàn quốc với tư cách là một chính trị gia chủ chốt ở bang của mình.
Roosevelt đã tham dự Đại hội Quốc gia Đảng Cộng hòa năm 1884 tại Chicago và có bài phát biểu thuyết phục các đại biểu đề cử người Mỹ gốc Phi John R. Lynch, một người ủng hộ Edmunds, làm chủ tịch tạm thời. Roosevelt đã chiến đấu cùng với những nhà cải cách Mugwump chống lại Blaine. Tuy nhiên, Blaine đã nhận được sự ủng hộ từ các đại biểu của Arthur và Edmunds, đồng thời giành được đề cử ở lần bỏ phiếu thứ tư. Trong một thời điểm quan trọng trong sự nghiệp chính trị đang chớm nở của mình, Roosevelt đã chống lại yêu cầu của những người đồng hương Mugwumps rằng ông phải bỏ chạy khỏi Blaine. Ông khoe khoang về một thành công nhỏ của mình: "Chúng tôi đã đạt được chiến thắng trong việc phối hợp để đánh bại ứng cử viên Blaine cho chức chủ tịch tạm thời... Để làm được điều này cần có sự kết hợp giữa kỹ năng, sự táo bạo và năng lượng... để thuyết phục các phe phái khác nhau cùng tham gia." hãy đến... để đánh bại kẻ thù chung." Roosevelt cũng bị ấn tượng bởi lời mời phát biểu trước mười nghìn khán giả, đám đông lớn nhất mà ông từng phát biểu cho đến thời điểm đó ngày. Sau khi hiểu rõ về chính trị quốc gia, Roosevelt cảm thấy ít có khát vọng vận động chính sách ở cấp tiểu bang hơn; sau đó ông nghỉ hưu tại "Trang trại Chimney Butte" mới của mình trên Sông Missouri Nhỏ. Roosevelt từ chối tham gia cùng các Mugwumps khác trong việc ủng hộ Grover Cleveland, thống đốc New York và ứng cử viên Đảng Dân chủ trong cuộc tổng tuyển cử. Ông tranh luận về những ưu và nhược điểm của việc giữ lòng trung thành với người bạn chính trị của mình, Henry Cabot Lodge. Sau khi Blaine giành được đề cử, Roosevelt đã bất cẩn nói rằng ông sẽ "ủng hộ nhiệt tình cho bất kỳ đảng viên Đảng Dân chủ tử tế nào". Ông tránh xa lời hứa, nói rằng nó không nhằm mục đích "xuất bản". Khi một phóng viên hỏi liệu ông có ủng hộ Blaine hay không, Roosevelt trả lời: "Câu hỏi đó tôi từ chối để trả lời. Đó là chủ đề mà tôi không muốn nói đến." Cuối cùng, ông nhận ra rằng mình phải hỗ trợ Blaine để duy trì vai trò của mình trong GOP và anh ấy đã làm như vậy trong một thông cáo báo chí vào ngày 19 tháng 7. Mất đi sự ủng hộ của nhiều nhà cải cách, Roosevelt quyết định rút lui khỏi chính trường và chuyển đến Bắc Dakota.

## Người chăn nuôi gia súc ở Dakota

Theodore Roosevelt trong vai thợ săn Badlands năm 1885. Ảnh studio ở New York.

Roosevelt đến thăm Lãnh thổ Dakota lần đầu tiên vào năm 1883 để săn bò rừng. Vui mừng với lối sống phương Tây và với việc kinh doanh gia súc đang bùng nổ trên lãnh thổ, Roosevelt đã đầu tư 14.000 đô la Bản mẫu:USDCY với hy vọng trở thành một chủ trang trại chăn nuôi gia súc thịnh vượng. Trong vài năm tiếp theo, anh đi lại giữa nhà mình ở New York và trang trại của mình ở Dakota.
Sau cuộc bầu cử tổng thống Hoa Kỳ năm 1884, Roosevelt đã xây dựng Elkhorn Ranch 35 mi (56 km) ở phía bắc thị trấn bùng nổ Medora, North Dakota. Roosevelt đã học cách cưỡi ngựa, đi dây và đi săn theo phong cách phương Tây trên bờ Sông Missouri Nhỏ. Mặc dù anh ấy nhận được sự tôn trọng của cao bồi đích thực, nhưng họ không quá ấn tượng. Tuy nhiên, ông đồng cảm với người chăn cừu của lịch sử, một người đàn ông mà anh ấy nói sở hữu "một vài trong số những đạo đức yếu đuối, sữa và nước được những nhà từ thiện giả hiệu ngưỡng mộ; nhưng ông ấy sở hữu, ở một mức độ rất cao, những phẩm chất nghiêm khắc, nam tính là vô giá đối với một quốc gia". Ông bắt đầu viết về cuộc sống biên giới cho các tạp chí quốc gia; ông cũng đã xuất bản ba cuốn sách: Những chuyến đi săn của một người chăn nuôi, Cuộc sống trang trại và con đường đi săn và Người thợ săn nơi hoang dã.

## Nổi lên như một nhân vật quốc gia

### Trợ lý Bộ trưởng Hải quân

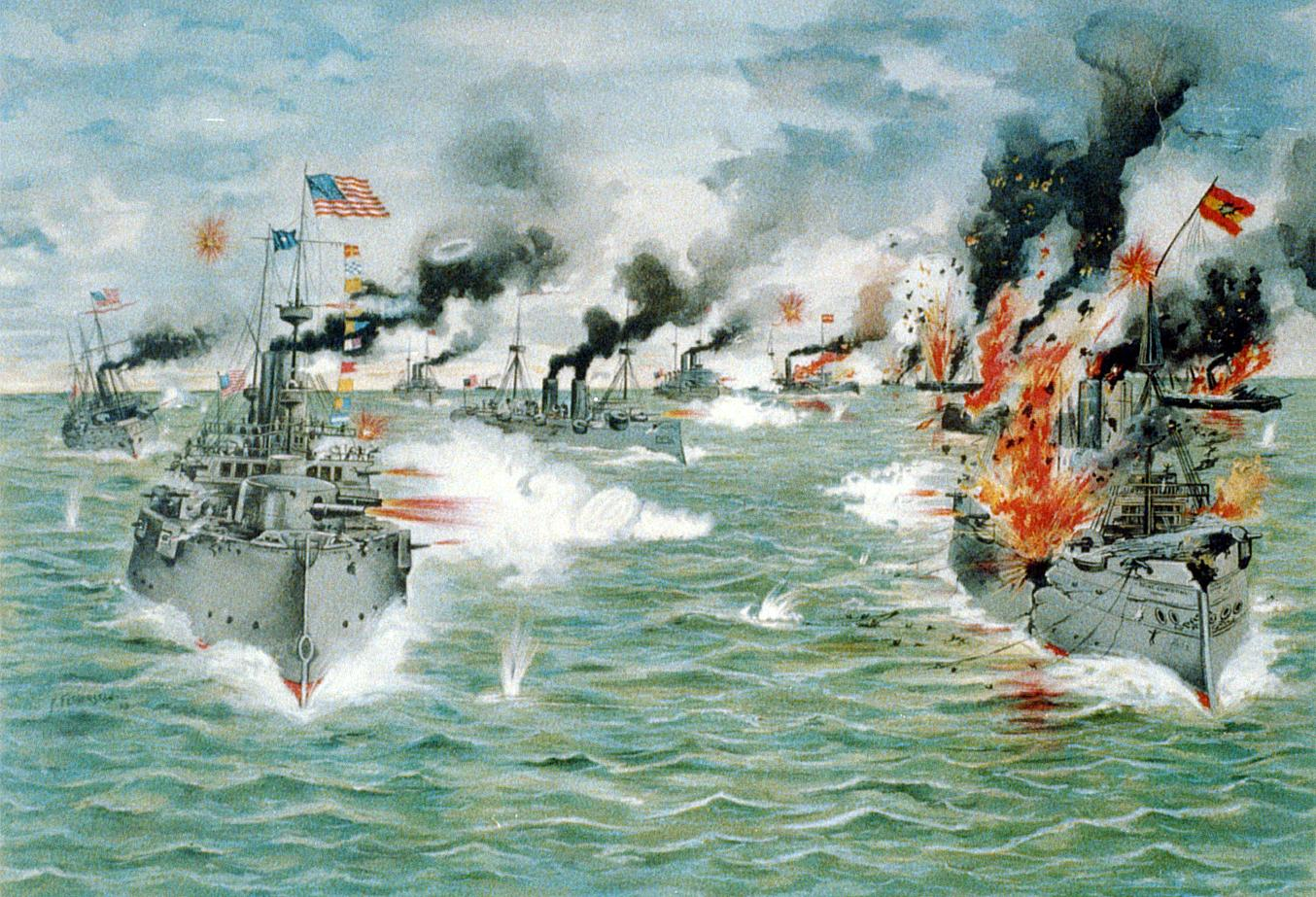
Phi đội châu Á tiêu diệt hạm đội Tây Ban Nha trong Trận chiến vịnh Manila vào ngày 1 tháng 5 năm 1898

Trong Bầu cử tổng thống năm 1896, Roosevelt ủng hộ Chủ tịch Hạ viện Thomas Brackett Reed cho sự đề cử của Đảng Cộng hòa, nhưng William McKinley đã giành được đề cử và đánh bại William Jennings Bryan trong cuộc tổng tuyển cử. Roosevelt phản đối mạnh mẽ nền tảng bạc miễn phí của Bryan, coi nhiều người theo dõi Bryan là những kẻ cuồng tín nguy hiểm. Ông đã có nhiều bài phát biểu tranh cử cho McKinley. Được thúc giục bởi Thượng nghị sĩ Henry Cabot Lodge, Tổng thống McKinley đã bổ nhiệm Roosevelt làm Trợ lý Bộ trưởng Hải quân vào năm 1897. Bộ trưởng Hải quân John D. Long quan tâm đến hình thức hơn là chức năng, sức khỏe kém và để lại nhiều quyết định quan trọng cho Roosevelt. Bị ảnh hưởng bởi Alfred Thayer Mahan, Roosevelt kêu gọi tăng cường sức mạnh hải quân của đất nước, đặc biệt là việc đóng các thiết giáp hạm. Roosevelt cũng bắt đầu nhấn mạnh quan điểm an ninh quốc gia của mình liên quan đến Thái Bình Dương và Caribe đối với McKinley và đặc biệt kiên quyết đuổi Tây Ban Nha khỏi Cuba. Ông giải thích các ưu tiên của mình với một trong những nhà lập kế hoạch của Hải quân trong cuối năm 1897:
Tôi sẽ coi chiến tranh với Tây Ban Nha từ hai quan điểm: thứ nhất, lời khuyên vì nhân đạo và lợi ích cá nhân khi can thiệp thay mặt cho người Cuba, và tiến thêm một bước nữa tới việc giải phóng hoàn toàn nước Mỹ khỏi sự thống trị của châu Âu; thứ hai, lợi ích mang lại cho người dân của chúng tôi bằng cách mang lại cho họ điều gì đó để suy nghĩ mà không phải là lợi ích vật chất, và đặc biệt là lợi ích mang lại cho lực lượng quân sự của chúng tôi khi thử cả Hải quân và Lục quân trong thực tế thực tế.

Vào ngày 15 tháng 2 năm 1898, USS Maine, một tàu tuần dương bọc thép, phát nổ ở cảng Havana, Cuba, giết chết hàng trăm thủy thủ đoàn. Trong khi Roosevelt và nhiều người Mỹ khác đổ lỗi cho Tây Ban Nha về vụ nổ, McKinley tìm kiếm một giải pháp ngoại giao. Không có sự chấp thuận của Long hoặc McKinley, Roosevelt đã gửi lệnh tới một số tàu hải quân, chỉ đạo họ để chuẩn bị cho chiến tranh. George Dewey, người đã được bổ nhiệm lãnh đạo Asiatic Squadron với sự hỗ trợ của Roosevelt, sau đó ghi nhận chiến thắng của mình tại Trận chiến vịnh Manila là theo lệnh của Roosevelt. Sau khi cuối cùng đã bỏ cuộc hy vọng về một giải pháp hòa bình, McKinley yêu cầu Quốc hội tuyên chiến với Tây Ban Nha, bắt đầu Chiến tranh Tây Ban Nha-Mỹ.

### Chiến tranh ở Cuba

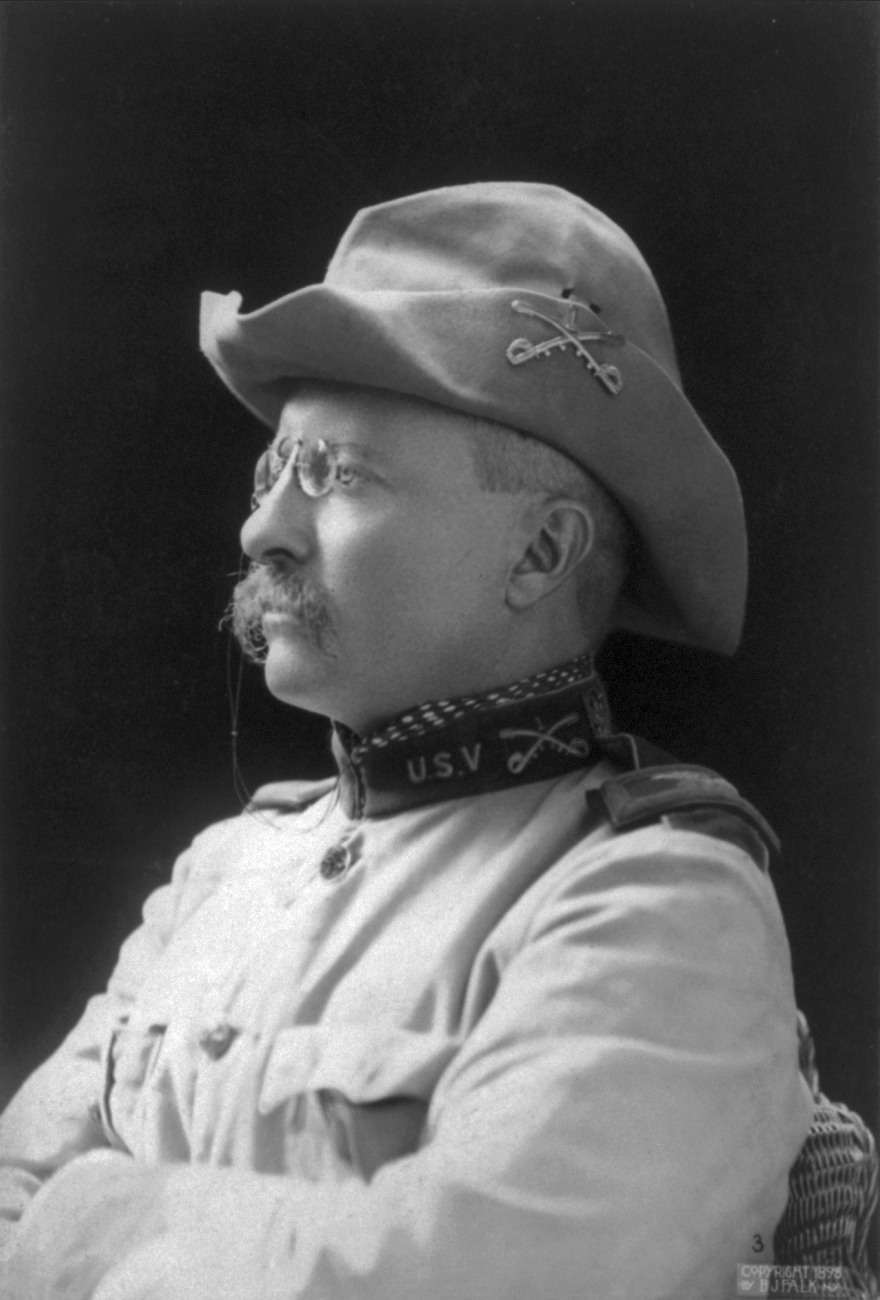
Đại tá Theodore Roosevelt

Khi Chiến tranh Tây Ban Nha-Mỹ bắt đầu vào cuối tháng 4 năm 1898, Roosevelt từ chức Trợ lý Bộ trưởng Hải quân. Cùng với Đại tá quân đội Leonard Wood, ông đã thành lập Trung đoàn kỵ binh tình nguyện đầu tiên của Hoa Kỳ. Vợ ông và nhiều bạn bè đã cầu xin Roosevelt ở lại giữ chức vụ của mình ở Washington, nhưng Roosevelt vẫn quyết tâm tham chiến. Khi báo chí đưa tin về việc thành lập trung đoàn mới, Roosevelt và Wood tràn ngập đơn đăng ký từ khắp đất nước. Được báo chí gọi là "Những tay đua thô bạo" , trung đoàn là một trong nhiều đơn vị tạm thời chỉ hoạt động trong thời gian chiến tranh.
Trung đoàn được huấn luyện trong vài tuần ở San Antonio, Texas, và trong cuốn tự truyện của mình, Roosevelt đã viết rằng kinh nghiệm trước đây của ông với Vệ binh Quốc gia New York là vô giá, vì nó giúp ông có thể bắt đầu công việc giảng dạy ngay lập tức. kỹ năng lính cơ bản của người đàn ông của mình. Rough Riders đã sử dụng một số thiết bị phát hành tiêu chuẩn và một số thiết kế của riêng họ, được mua bằng tiền quà tặng. Sự đa dạng đặc trưng của trung đoàn, bao gồm Ivy League, vận động viên chuyên nghiệp và nghiệp dư, quý ông thượng lưu, cao bồi, lính biên phòng, Người Mỹ bản địa, thợ săn, thợ mỏ, nhà thám hiểm, cựu quân nhân, thương nhân và cảnh sát trưởng. Rough Riders là một phần của sư đoàn kỵ binh do cựu tướng Liên minh miền Nam Joseph Wheeler chỉ huy, bản thân sư đoàn này là một trong ba sư đoàn trong Quân đoàn V dưới quyền Thiếu tướng William Rufus Shafter. Roosevelt và người của ông đổ bộ vào Daiquirí, Cuba, vào ngày 23 tháng 6 năm 1898 và hành quân đến Siboney. Wheeler cử các bộ phận của Kỵ binh chính quy số 1 và số 10 đi trên con đường phía dưới về phía tây bắc và cử các "Kỵ sĩ thô bạo" đi trên con đường song song chạy dọc theo một sườn núi từ bãi biển lên. Để đánh bại đối thủ bộ binh của mình, Wheeler đã để lại một trung đoàn thuộc Sư đoàn kỵ binh số 9 của mình tại Siboney để có thể tuyên bố rằng việc di chuyển về phía bắc chỉ là một cuộc trinh sát hạn chế nếu mọi việc không ổn. Roosevelt được thăng cấp đại tá và nắm quyền chỉ huy trung đoàn khi Wood được bổ nhiệm làm chỉ huy lữ đoàn. Rough Riders đã có một cuộc giao tranh nhỏ, ngắn được gọi là Trận Las Guasimas; họ đã chiến đấu vượt qua sự kháng cự của người Tây Ban Nha và cùng với lực lượng chính quy, buộc người Tây Ban Nha phải từ bỏ vị trí của họ.

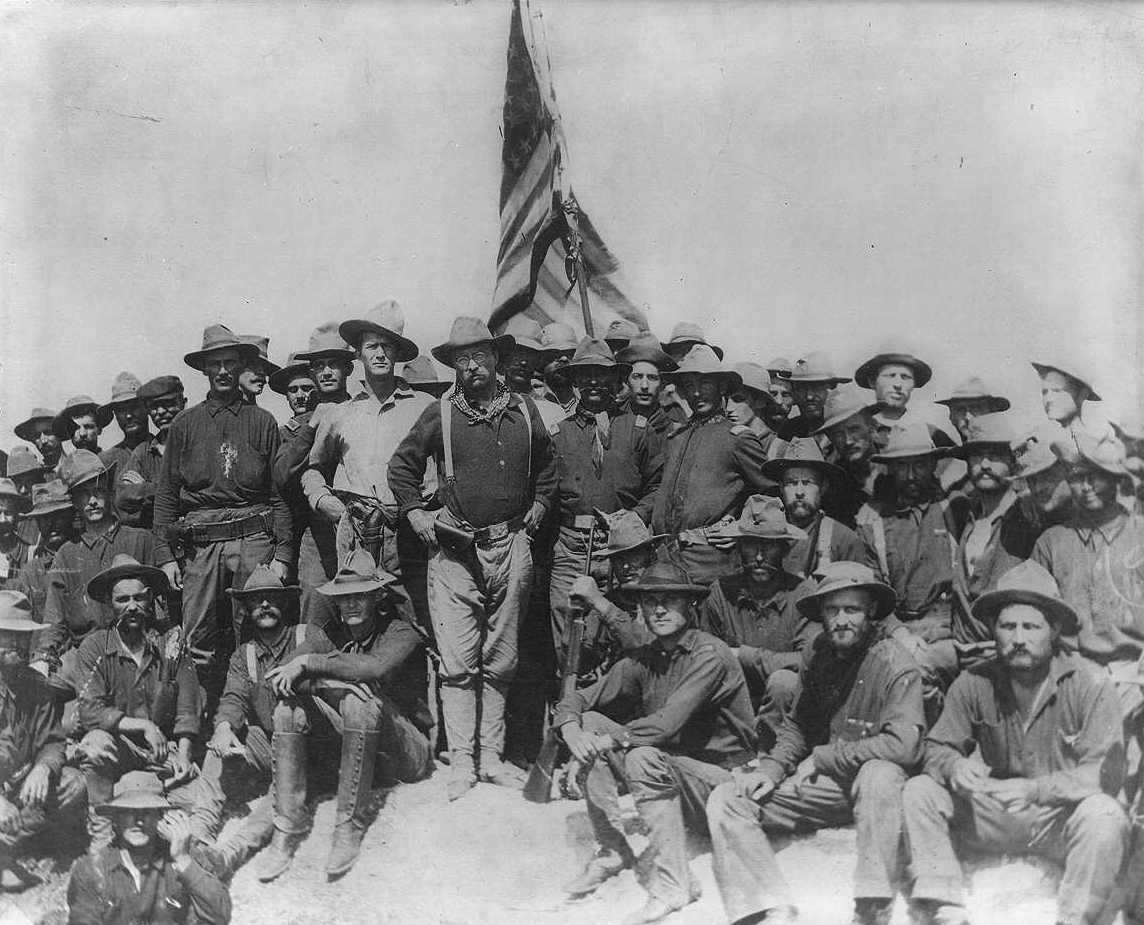
Đại tá Roosevelt và các kỵ sĩ thô sơ sau khi đánh chiếm Đồi ấm ở Cuba vào tháng 7 năm 1898, cùng với các thành viên của Đội tình nguyện số 3 và Quân đội chính quy da đen Kỵ binh số 10

Dưới sự lãnh đạo của Roosevelt, Rough Riders đã trở nên nổi tiếng nhờ cuộc tấn công Kettle Hill vào ngày 1 tháng 7 năm 1898, đồng thời hỗ trợ quân chính quy. Roosevelt có con ngựa duy nhất và cưỡi đi đi lại lại giữa các hố súng trường để đi đầu trong cuộc tiến quân lên Đồi Kettle, một cuộc tiến quân mà ông thúc giục mặc dù không có bất kỳ mệnh lệnh nào từ cấp trên. Anh ta buộc phải đi bộ lên phần cuối của Đồi Ấm vì con ngựa của anh ta đã vướng vào dây thép gai. Chiến thắng có cái giá là 200 người chết và 1.000 người bị thương.
Vào tháng 8, Roosevelt và các sĩ quan khác yêu cầu các binh sĩ phải được đưa về nước. Roosevelt luôn nhớ lại Trận chiến trên đồi Ấm (một phần của Cao nguyên San Juan) là "ngày trọng đại của cuộc đời tôi" và "giờ đông đúc của tôi". Năm 2001, Roosevelt được truy tặng Huân chương Danh dự cho những hành động của mình; he had been nominated during the war, but Army officials, annoyed at his grabbing the headlines, blocked it. Sau khi trở lại cuộc sống dân sự, Roosevelt thích được biết đến với cái tên "Đại tá Roosevelt" hoặc "Đại tá", mặc dù "Teddy" vẫn được công chúng biết đến nhiều hơn, mặc dù Roosevelt công khai coi thường biệt danh đó. Những người làm việc chặt chẽ với Roosevelt thường gọi ông là "Đại tá" hoặc "Theodore".

### Thống đốc New York
Sau khi rời Cuba vào tháng 8 năm 1898, các Rough Riders được chuyển đến một trại tại Montauk Point, Long Island, nơi Roosevelt và người của ông bị cách ly một thời gian ngắn do Bộ Chiến tranh lo ngại lây lan. sốt vàng da. Ngay sau khi Roosevelt trở về Hoa Kỳ, Nghị sĩ Đảng Cộng hòa Lemuel E. Quigg, phó của ông chủ đảng Tom Platt, yêu cầu Roosevelt tranh cử trong cuộc bầu cử thống đốc năm 1898. Thịnh vượng về mặt chính trị từ máy Platt, sự trỗi dậy dần dần của Roosevelt lên quyền lực được đánh dấu bằng những quyết định thực dụng của ông chủ máy ở New York T. C. "Tom" Platt. Cá nhân Platt không ưa Roosevelt, sợ rằng Roosevelt sẽ phản đối lợi ích của Platt khi còn đương chức, và miễn cưỡng đưa Roosevelt lên vị trí hàng đầu trong nền chính trị quốc gia. Tuy nhiên, Platt cũng cần một ứng cử viên nặng ký do thống đốc đương nhiệm của Đảng Cộng hòa, Frank S. Black không được ưa chuộng. Roosevelt đồng ý trở thành người được đề cử và cố gắng không "gây chiến" với đảng Cộng hòa khi còn đương chức. Roosevelt đã đánh bại Da đen trong cuộc họp kín của Đảng Cộng hòa với số phiếu từ 753 đến 218 và đối mặt với Đảng viên Đảng Dân chủ Augustus Van Wyck, một thẩm phán được kính trọng, trong cuộc tổng tuyển cử. Roosevelt đã vận động mạnh mẽ dựa trên thành tích chiến tranh của mình, giành chiến thắng trong cuộc bầu cử với tỷ lệ chênh lệch chỉ một phần trăm.
Với tư cách là thống đốc, Roosevelt đã học được nhiều điều về các vấn đề kinh tế đang diễn ra và các kỹ thuật chính trị mà sau này tỏ ra có giá trị trong nhiệm kỳ tổng thống của ông. Ông nghiên cứu các vấn đề về quỹ tín thác, độc quyền, quan hệ lao động và bảo tồn. Chessman lập luận rằng chương trình của Roosevelt "dựa trên khái niệm thỏa thuận bình đẳng giữa một quốc gia trung lập". Các quy tắc của Square Deal là "trung thực trong các vấn đề công cộng, chia sẻ đặc quyền và trách nhiệm một cách công bằng, đồng thời đặt các mối quan tâm của đảng và địa phương phục tùng lợi ích của nhà nước nói chung". }
Bằng cách tổ chức các cuộc họp báo hai lần mỗi ngày—đó là một sự đổi mới—Roosevelt vẫn kết nối với cơ sở chính trị thuộc tầng lớp trung lưu của mình. Roosevelt đã thúc đẩy thành công dự luật Thuế nhượng quyền thương mại Ford, đạo luật đánh thuế công nhượng quyền thương mại do nhà nước cấp và do các tập đoàn kiểm soát, tuyên bố rằng "một tập đoàn nhận được quyền lực từ Nhà nước, phải trả cho Nhà nước một phần trăm thu nhập của mình như một sự đền đáp cho những đặc quyền mà nó được hưởng". Ông bác bỏ những lo lắng của "ông chủ" Thomas C. Platt rằng điều này sẽ tiếp cận Chủ nghĩa xã hội Bryanite, giải thích rằng nếu không có nó, cử tri New York có thể tức giận và chấp nhận quyền sở hữu công đối với các tuyến xe điện và các quyền kinh doanh khác.
Chính quyền bang New York ảnh hưởng đến nhiều lợi ích và quyền bổ nhiệm các vị trí hoạch định chính sách là vai trò then chốt của thống đốc. Platt nhấn mạnh rằng ông phải được hỏi ý kiến về những cuộc hẹn quan trọng; Roosevelt tỏ ra tuân theo nhưng sau đó lại đưa ra quyết định của riêng mình. Các nhà sử học ngạc nhiên rằng Roosevelt đã bổ nhiệm được nhiều người hạng nhất như vậy với sự chấp thuận của Platt. Ông thậm chí còn tranh thủ sự giúp đỡ của Platt trong việc đảm bảo cải cách, chẳng hạn như vào mùa xuân năm 1899, khi Platt gây áp lực buộc các thượng nghị sĩ bang bỏ phiếu cho một dự luật dịch vụ dân sự mà thư ký của Hiệp hội Cải cách Dịch vụ Dân sự gọi là "tốt hơn bất kỳ đạo luật dịch vụ dân sự nào trước đây được bảo đảm ở Mỹ." ".
G. Wallace Chessman lập luận rằng với tư cách là thống đốc, Roosevelt đã phát triển các nguyên tắc hình thành nên nhiệm kỳ tổng thống của ông, đặc biệt nhấn mạnh vào trách nhiệm cộng đồng của các tập đoàn lớn, công khai như phương thuốc đầu tiên cho các quỹ tín thác, điều tiết giá đường sắt, hòa giải xung đột vốn và lao động, bảo tồn tài nguyên thiên nhiên và bảo vệ những thành viên kém may mắn hơn trong xã hội. Roosevelt một mặt đã tìm cách chống lại sự thái quá của các tập đoàn lớn và mặt khác là các phong trào cấp tiến.{ 
Với tư cách là giám đốc điều hành của bang đông dân nhất trong liên minh, Roosevelt được nhiều người coi là ứng cử viên tổng thống tiềm năng trong tương lai và những người ủng hộ như William Allen White đã khuyến khích ông tranh cử tổng thống. Roosevelt không quan tâm đến việc thách thức McKinley cho sự đề cử của Đảng Cộng hòa vào năm 1900 và đã bị từ chối vị trí ưa thích của ông là Bộ trưởng Chiến tranh. Khi nhiệm kỳ của mình trôi qua, Roosevelt đã cân nhắc về việc tranh cử tổng thống năm 1904, nhưng không chắc chắn về việc liệu ông có nên tái tranh cử làm thống đốc vào năm 1900 hay không.

### Phó Tổng thống (1901)

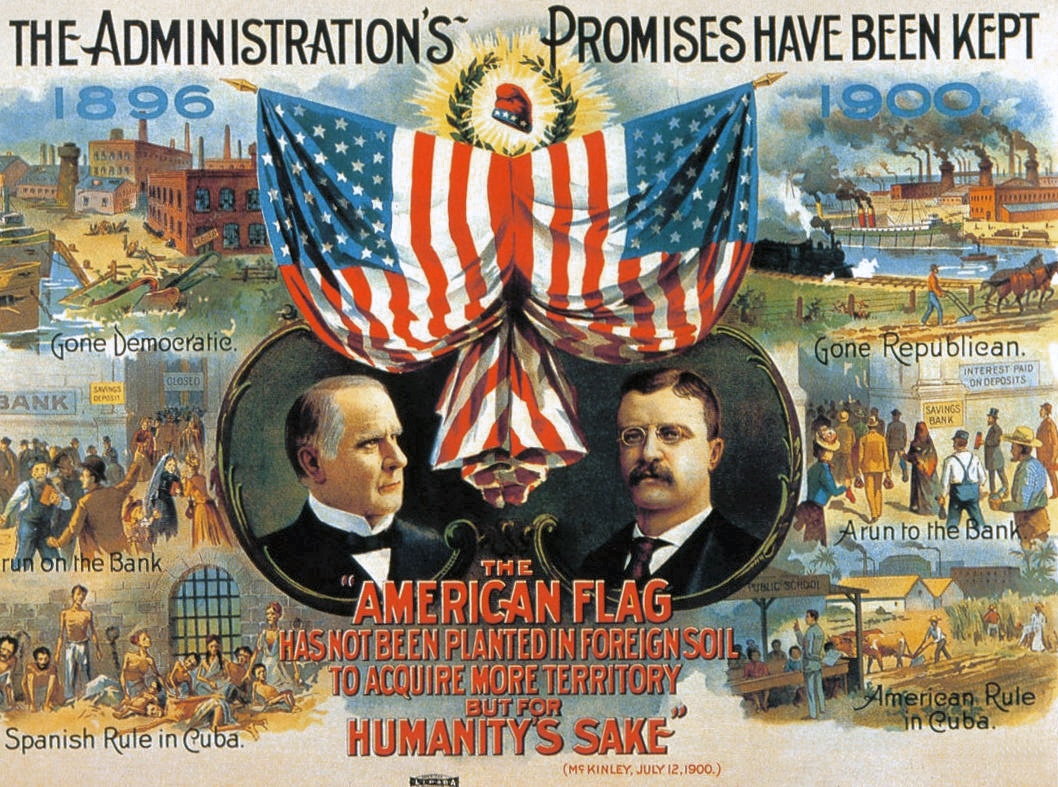
Áp phích tranh cử của McKinley-Roosevelt năm 1900

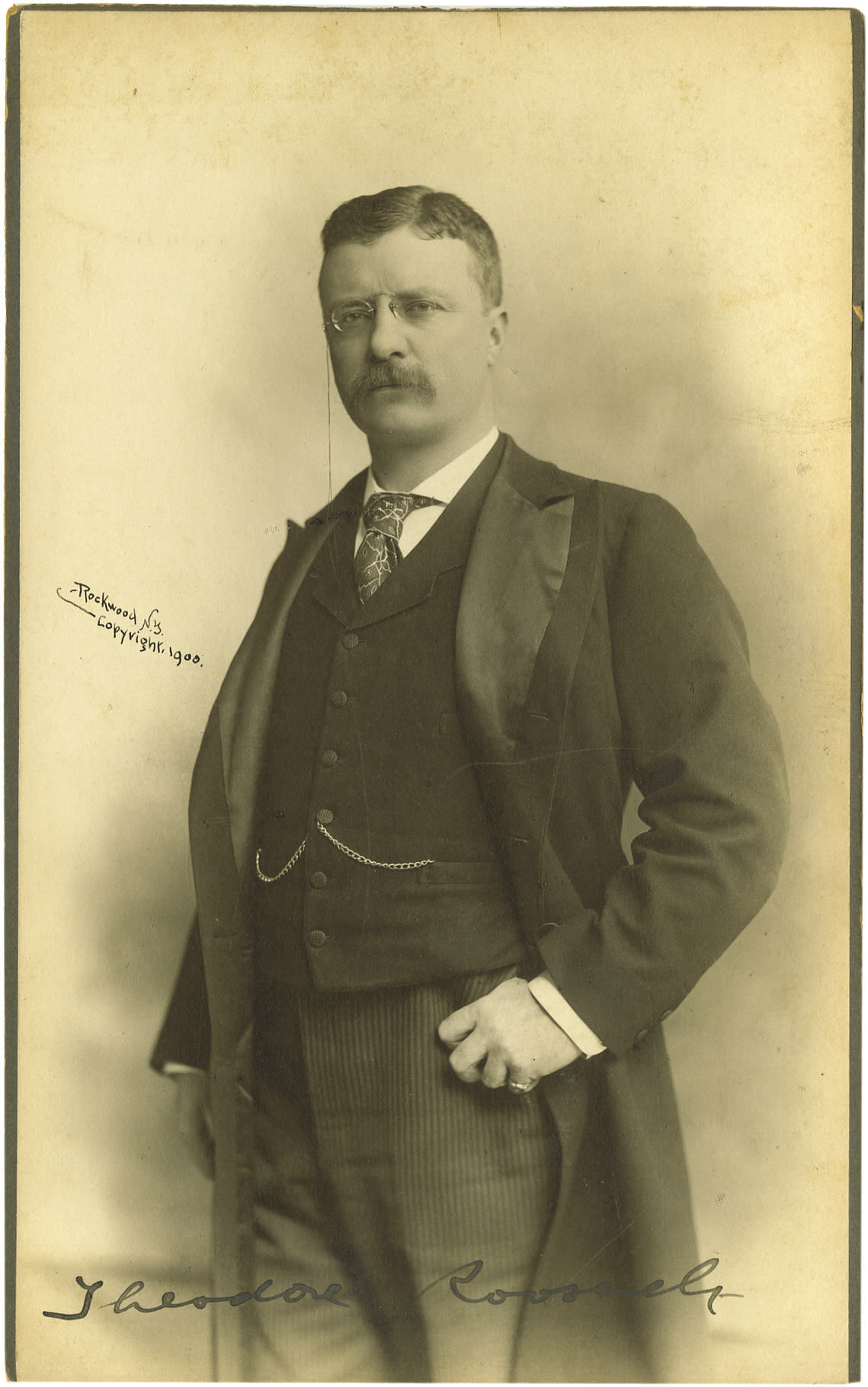
Roosevelt năm 1900

Vào tháng 11 năm 1899, Phó Tổng thống Garret Hobart qua đời vì bệnh suy tim, để lại một khoảng trống trên tấm vé toàn quốc của Đảng Cộng hòa năm 1900. Mặc dù Henry Cabot Lodge và những người khác thúc giục ông tranh cử chức phó tổng thống vào năm 1900, Roosevelt đã đưa ra một tuyên bố công khai rằng ông sẽ không chấp nhận đề cử.{{Sfn|Miller|1992|pp=333–334, 338} } Háo hức muốn loại bỏ Roosevelt, Platt vẫn bắt đầu một chiến dịch báo chí ủng hộ đề cử của Roosevelt. Roosevelt đã tham dự Hội nghị Quốc gia Đảng Cộng hòa năm 1900 với tư cách là đại biểu cấp bang và đã đình công một món hời với Platt: Roosevelt sẽ chấp nhận đề cử nếu đại hội đề nghị với ông nhưng nếu không thì sẽ phục vụ một nhiệm kỳ thống đốc khác. Platt đã yêu cầu ông chủ đảng Pennsylvania Matthew Quay lãnh đạo chiến dịch tranh cử của Roosevelt, và Quay đã vượt qua Hanna tại đại hội để đưa Roosevelt vào tấm vé. Roosevelt đã thắng nhất trí đề cử.
Chiến dịch tranh cử phó tổng thống của Roosevelt tỏ ra rất sôi nổi và phù hợp với phong cách xông xáo của ứng cử viên tổng thống Đảng Dân chủ William Jennings Bryan. Trong một chiến dịch chớp nhoáng thể hiện nghị lực của mình trước công chúng, Roosevelt đã thực hiện 480 điểm dừng ở 23 bang. Ông tố cáo chủ nghĩa cấp tiến của Bryan, đối lập nó với chủ nghĩa anh hùng của những người đã giành chiến thắng trong cuộc chiến chống lại Tây Ban Nha. Bryan đã ủng hộ mạnh mẽ cuộc chiến, nhưng ông tố cáo việc sáp nhập Philippines là chủ nghĩa đế quốc. Roosevelt phản bác rằng tốt nhất là Philippines có được sự ổn định và người Mỹ có được một vị trí đáng tự hào trên thế giới. Các cử tri đã mang lại cho McKinley một chiến thắng thậm chí còn lớn hơn chiến thắng mà ông đã đạt được vào năm 1896.
Roosevelt nhậm chức phó tổng thống vào tháng 3 năm 1901. Chức vụ này là một cơ quan không có quyền lực và không phù hợp với tính khí hung hãn của Roosevelt. Sáu tháng làm phó tổng thống của Roosevelt thật không bình yên và nhàm chán đối với một con người hành động. Anh ta không có quyền lực; ông chủ trì Thượng viện chỉ bốn ngày trước khi Thượng viện tạm hoãn. Vào ngày 2 tháng 9 năm 1901, Roosevelt lần đầu tiên công bố một câu cách ngôn khiến những người ủng hộ ông xúc động: "Nói nhẹ nhàng và mang theo một cây gậy lớn, bạn sẽ tiến xa."

## Tổng thống (1901-1909)
Vào ngày 6 tháng 9 năm 1901, Tổng thống McKinley đang tham dự Triển lãm Liên Mỹ ở Buffalo, New York thì ông bị bắn bởi kẻ vô chính phủ Leon Czolgosz. Roosevelt đang đi nghỉ ở Isle La Motte, Vermont, đã đến Buffalo để thăm McKinley trong bệnh viện. Có vẻ như McKinley sẽ bình phục nên Roosevelt tiếp tục kỳ nghỉ của mình ở Dãy Adirondack. Khi tình trạng của McKinley trở nên tồi tệ hơn, Roosevelt lại vội vã quay trở lại Buffalo. Tổng thống McKinley sau đó đã trở nặng và qua đời vào ngày 14 tháng 9, Phó Tổng thống Roosevelt sau đó được thông báo về cái chết của McKinley khi ông đang ở North Creek; ông tiếp tục đến Buffalo và tuyên thệ nhậm chức trở thành tổng thống thứ 26 của Hoa Kỳ tại Nhà Ansley Wilcox.
Những người ủng hộ McKinley lo lắng về tổng thống mới, và Thượng nghị sĩ Ohio Mark Hanna đặc biệt cay đắng khi người mà ông phản đối kịch liệt tại đại hội đã kế nhiệm McKinley. Roosevelt đảm bảo với các lãnh đạo đảng rằng ông có ý định tuân thủ các chính sách của McKinley và giữ lại Nội các của McKinley. Tuy nhiên, Roosevelt đã tìm cách khẳng định mình là nhà lãnh đạo không thể tranh cãi của đảng, tìm cách củng cố vai trò của tổng thống và khẳng định vị thế của mình trong cuộc bầu cử năm 1904.
Ngay sau khi nhậm chức, Roosevelt đã mời Booker T. Washington ăn tối tại Nhà Trắng. Điều này gây ra phản ứng gay gắt và đôi khi ác độc giữa những người da trắng trên khắp miền Nam bị chia cắt nặng nề. Roosevelt phản ứng bằng sự ngạc nhiên và phản đối, nói rằng ông mong đợi nhiều bữa tối trong tương lai với Washington. Sau khi suy ngẫm sâu hơn, Roosevelt muốn đảm bảo rằng điều này không ảnh hưởng đến sự ủng hộ chính trị ở miền Nam da trắng, và tránh những lời mời ăn tối tiếp theo tới Washington; cuộc họp tiếp theo của họ đã được lên lịch là công việc điển hình lúc 10 giờ sáng am. thay vào đó.

### Chính sách trong nước: The Square Deal

#### Phá vỡ lòng tin và quy định
Vì việc sử dụng mạnh mẽ Đạo luật chống độc quyền Sherman năm 1890, so với những người tiền nhiệm, Roosevelt được ca ngợi là "kẻ phá hoại lòng tin". Roosevelt coi doanh nghiệp lớn là một phần cần thiết của Nền kinh tế Mỹ và chỉ tìm cách truy tố các "quỹ tín thác xấu" đã hạn chế thương mại và tính giá không công bằng. Ông ta đã đưa ra 44 vụ kiện chống độc quyền, giải tán Công ty Chứng khoán Phương Bắc, công ty độc quyền về đường sắt lớn nhất; và điều tiết Standard Oil, công ty dầu mỏ lớn nhất. Tổng thống Benjamin Harrison, Grover Cleveland và William McKinley chỉ truy tố 18 hành vi vi phạm chống độc quyền theo Đạo luật chống độc quyền Sherman.
Được củng cố bởi việc đảng của ông giành được đa số phiếu lớn trong cuộc bầu cử năm 1902, Roosevelt đề xuất thành lập Bộ Thương mại và Lao động Hoa Kỳ, trong đó sẽ bao gồm Văn phòng Tổng công ty. Trong khi Quốc hội tiếp thu Bộ Thương mại và Lao động, họ lại hoài nghi hơn về quyền hạn chống độc quyền mà Roosevelt tìm cách trao cho Văn phòng Doanh nghiệp. Roosevelt đã kêu gọi thành công công chúng để gây áp lực lên Quốc hội, và Quốc hội đã bỏ phiếu áp đảo để thông qua phiên bản dự luật của Roosevelt.
Trong lúc thất vọng, Chủ tịch Hạ viện Joseph Gurney Cannon đã bình luận về mong muốn của Roosevelt giành quyền kiểm soát nhánh hành pháp trong việc hoạch định chính sách trong nước: "Người ở đầu bên kia đại lộ muốn mọi thứ từ sự ra đời của Chúa Kitô cho đến cái chết của ma quỷ." Người viết tiểu sử Brands nói: "Ngay cả bạn bè của anh ấy đôi khi cũng tự hỏi liệu có bất kỳ phong tục hoặc thông lệ nào quá nhỏ để anh ấy cố gắng điều chỉnh, cập nhật hoặc cải thiện hay không." Trong trên thực tế, việc Roosevelt sẵn sàng thực thi quyền lực của mình bao gồm cả nỗ lực thay đổi quy tắc trong trò chơi bóng bầu dục; tại Học viện Hải quân Hoa Kỳ, ông đã tìm cách buộc phải giữ lại các lớp võ thuật và sửa đổi các quy định kỷ luật. Ông thậm chí còn ra lệnh thực hiện những thay đổi trong quá trình đúc đồng xu có thiết kế mà ông không thích và ra lệnh cho Văn phòng In ấn Chính phủ áp dụng cách viết đơn giản cho danh sách cốt lõi gồm 300 từ, theo các nhà cải cách trên Bảng đánh vần đơn giản. Ông buộc phải hủy bỏ thỏa thuận sau sau những lời chế giễu đáng kể từ báo chí và một nghị quyết phản đối từ Hạ viện Hoa Kỳ.

### Bầu cử năm 1904
Quyền kiểm soát và điều hành Đảng Cộng hòa nằm trong tay Thượng nghị sĩ Ohio và Chủ tịch Đảng Cộng hòa Mark Hanna cho đến khi McKinley qua đời. Roosevelt và Hanna thường xuyên hợp tác trong nhiệm kỳ đầu tiên của Roosevelt, nhưng Hanna để ngỏ khả năng thách thức Roosevelt về đề cử của Đảng Cộng hòa năm 1904. Roosevelt và Thượng nghị sĩ khác của Ohio, Joseph B. Foraker, đã ép buộc Hanna bằng cách kêu gọi đại hội đảng Cộng hòa bang Ohio tán thành Roosevelt cho đề cử năm 1904. Không muốn đoạn tuyệt với tổng thống, Hanna buộc phải công khai tán thành Roosevelt. Hanna và Thượng nghị sĩ Pennsylvania Matthew Quay đều qua đời vào đầu năm 1904, và với sự suy yếu quyền lực của Thomas Platt, Roosevelt vấp phải rất ít sự phản đối mạnh mẽ đối với việc đề cử năm 1904. Để tôn trọng những người trung thành bảo thủ của Hanna, Roosevelt lúc đầu đề nghị giữ chức chủ tịch đảng cho Cornelius Bliss, nhưng ông đã từ chối. Roosevelt quay sang người của chính mình, George B. Cortelyou của New York, Bộ trưởng Thương mại và Lao động đầu tiên. Để củng cố quan điểm của mình đối với đề cử của đảng, Roosevelt đã nói rõ rằng bất kỳ ai phản đối Cortelyou sẽ bị coi là phản đối Tổng thống. Tổng thống đã giành được đề cử của chính mình, nhưng ông ấy đã giành được đề cử của mình. người tranh cử phó tổng thống được ưa thích, Robert R. Hitt, không được đề cử. Thượng nghị sĩ Charles Warren Fairbanks của Indiana, một được những người bảo thủ yêu thích, đã giành được đề cử.
Trong khi Roosevelt tuân theo truyền thống của những người đương nhiệm là không tích cực vận động tranh cử trên gốc cây, ông đã tìm cách kiểm soát thông điệp của chiến dịch thông qua các hướng dẫn cụ thể cho Cortelyou. Ông cũng cố gắng quản lý việc báo chí đưa ra các tuyên bố của Nhà Trắng bằng cách thành lập Câu lạc bộ Ananias. Bất kỳ nhà báo nào lặp lại tuyên bố của tổng thống mà không được chấp thuận sẽ bị phạt bằng cách hạn chế quyền truy cập thêm.
Người được Đảng Dân chủ đề cử năm 1904 là Alton Brooks Parker. Các tờ báo của Đảng Dân chủ cáo buộc rằng Đảng Cộng hòa đang moi tiền các khoản đóng góp lớn cho chiến dịch tranh cử của các tập đoàn, đặt trách nhiệm cuối cùng lên chính Roosevelt. Roosevelt phủ nhận tham nhũng đồng thời ra lệnh cho Cortelyou trả lại 100.000 đô la (tương đương với $326 triệu đô la trong Bản mẫu:Lạm phát-năm) đóng góp cho chiến dịch từ Standard Oil. Parker nói rằng Roosevelt đang chấp nhận các khoản quyên góp của công ty để giữ cho thông tin gây tổn hại từ Cục Tổng công ty không bị công khai. Roosevelt cực lực phủ nhận Parker buộc tội và trả lời rằng ông sẽ "bước vào chức vụ Tổng thống mà không bị cản trở bởi bất kỳ cam kết, lời hứa hoặc sự hiểu biết nào dưới bất kỳ hình thức, loại hoặc mô tả nào...". Cáo buộc Tuy nhiên, từ Parker và Đảng Dân chủ có ít tác động đến cuộc bầu cử, vì Roosevelt hứa sẽ trao cho mọi người Mỹ một "Square Deal". Roosevelt giành được 56% số phiếu phổ thông, và Parker nhận được 38%; Roosevelt cũng giành được phiếu bầu Electoral College, 336 đến 140. Trước lễ nhậm chức, Roosevelt tuyên bố rằng ông sẽ không phục vụ thêm một nhiệm kỳ nào nữa. Các đảng viên Đảng Dân chủ sau đó tiếp tục cáo buộc Roosevelt và Đảng Cộng hòa bị ảnh hưởng bởi các khoản quyên góp của công ty trong nhiệm kỳ thứ hai của Roosevelt.

#### Sự khủng hoảng kinh doanh năm 1907
Năm 1907, Roosevelt phải đối mặt với cuộc khủng hoảng kinh tế trong nước lớn nhất kể từ Sự hoảng loạn năm 1893. Thị trường chứng khoán Phố Wall bước vào thời kỳ suy thoái vào đầu năm 1907, và nhiều nhà đầu tư đổ lỗi cho các chính sách quản lý của Roosevelt khiến giá cổ phiếu sụt giảm. Roosevelt cuối cùng đã giúp xoa dịu cuộc khủng hoảng bằng cách gặp gỡ với chính quyền các nhà lãnh đạo của Hoa Kỳ Steel vào ngày 4 tháng 11 năm 1907 và phê duyệt kế hoạch mua một công ty thép ở Tennessee gần phá sản - sự thất bại của nó sẽ hủy hoại một ngân hàng lớn ở New York. Do đó, ông đã chấp thuận sự phát triển của một trong những quỹ tín thác lớn nhất và bị ghét nhất, trong khi thông báo công khai đã xoa dịu thị trường.

Tuy nhiên, vào tháng 8, Roosevelt đã bộc phát sự tức giận đối với những người siêu giàu vì hoạt động kinh tế sai trái, gọi họ là "những kẻ gây ra sự giàu có lớn" trong một bài phát biểu quan trọng có tựa đề "Tinh thần Thanh giáo và Quy định của các tập đoàn". Cố gắng khôi phục niềm tin, ông đổ lỗi cuộc khủng hoảng chủ yếu cho châu Âu, nhưng sau đó, sau khi ca ngợi quan điểm chính trực không khoan nhượng của những người Thanh giáo, ông tiếp tục:
Rất có thể quyết tâm của chính phủ... trừng phạt một số kẻ làm giàu lớn, đã gây ra rắc rối nào đó; ít nhất là ở mức độ đã khiến những người này kết hợp với nhau để tạo ra càng nhiều căng thẳng tài chính càng tốt, nhằm làm mất uy tín chính sách của chính phủ và do đó đảm bảo đảo ngược chính sách đó, để họ có thể tận hưởng thành quả của mình mà không bị cản trở. việc ác của chính mình.
Về những người rất giàu có, Roosevelt thầm khinh miệt, "... toàn bộ việc họ không đủ khả năng để cai trị đất nước, và ... thiệt hại lâu dài mà họ gây ra bởi phần lớn những gì họ cho là hoạt động kinh doanh lớn hợp pháp thời đó".

### Chính sách ngoại giao

#### Nhật Bản
sáp nhập Hawaii của Mỹ năm 1898 được kích thích một phần bởi nỗi lo sợ rằng Nhật Bản sẽ thống trị hoặc chiếm đóng Cộng hòa Hawaii. Tương tự, Đức là lựa chọn thay thế cho việc Mỹ tiếp quản Philippines vào năm 1900, và Tokyo rất mong muốn Mỹ tiếp quản. Khi Mỹ trở thành cường quốc hải quân thế giới, nước này cần tìm cách tránh một cuộc đối đầu quân sự ở Thái Bình Dương với Nhật Bản.
Vào những năm 1890, Roosevelt là một người nhiệt thành chủ nghĩa đế quốc và mạnh mẽ bảo vệ việc mua lại vĩnh viễn Philippines trong chiến dịch năm 1900. Sau khi cuộc nổi dậy địa phương kết thúc vào năm 1902, Roosevelt mong muốn có sự hiện diện mạnh mẽ của Hoa Kỳ trong khu vực như một biểu tượng của các giá trị dân chủ, nhưng ông không hình dung ra bất kỳ hoạt động mua lại mới nào. Một trong những ưu tiên của Roosevelt trong nhiệm kỳ tổng thống của ông và sau đó là duy trì mối quan hệ hữu nghị với Nhật Bản. Từ 1904 đến 1905, khi Nhật Bản và Nga đang có chiến tranh. Cả hai bên đều yêu cầu Roosevelt làm trung gian cho một hội nghị hòa bình, được tổ chức thành công tại Portsmouth, New Hampshire. Roosevelt đã được trao giải Giải Nobel Hòa bình năm 1906 cho những nỗ lực của mình.
Mặc dù tuyên bố rằng Hoa Kỳ sẽ trung lập trong Chiến tranh Nga-Nhật, Roosevelt đã bí mật ủng hộ Đế quốc Nhật Bản giành chiến thắng trước Đế quốc Nga. Ông muốn ảnh hưởng của người Nga suy yếu để loại họ ra khỏi phương trình ngoại giao ở Thái Bình Dương, với việc người Nhật nổi lên thay thế Nga.
Tại California, sự thù địch chống Nhật ngày càng gia tăng, và Tokyo phản đối. Roosevelt đã đàm phán một "Thỏa thuận của các quý ông" vào năm 1907. Nó chấm dứt sự phân biệt đối xử rõ ràng đối với người Nhật và Nhật Bản đồng ý không cho phép những người nhập cư không có tay nghề vào Hoa Kỳ. Hạm đội Great White của các thiết giáp hạm Mỹ đã đến thăm Nhật Bản vào năm 1908 trong chuyến lưu diễn vòng quanh thế giới của mình. Roosevelt có ý định nhấn mạnh tính ưu việt của hạm đội Mỹ so với lực lượng hải quân nhỏ hơn của Nhật Bản, nhưng thay vì tỏ ra phẫn nộ, các du khách đã đến với sự chào đón vui vẻ của giới thượng lưu Nhật Bản cũng như công chúng nói chung. Thiện chí này đã tạo điều kiện thuận lợi cho Thỏa thuận gốc-Takahira tháng 11 năm 1908 tái khẳng định hiện trạng về sự kiểm soát của Nhật Bản đối với Triều Tiên và sự kiểm soát của Mỹ đối với Philippines.

#### Châu Âu
Thành công trong cuộc chiến chống lại Tây Ban Nha và đế chế mới, cộng với việc có nền kinh tế lớn nhất thế giới, đồng nghĩa với việc Hoa Kỳ đã nổi lên như một cường quốc thế giới. Roosevelt đã tìm mọi cách để giành được sự công nhận cho vị trí ở nước ngoài.
Roosevelt cũng đóng vai trò quan trọng trong việc hòa giải Cuộc khủng hoảng Maroc đầu tiên bằng cách triệu tập Hội nghị Algeciras, nhằm ngăn chặn chiến tranh giữa Pháp và Đức.
Nhiệm kỳ tổng thống của Roosevelt chứng kiến sự tăng cường quan hệ với Vương quốc Anh. The Great Rapprochement đã bắt đầu với sự hỗ trợ của Anh dành cho Hoa Kỳ trong Chiến tranh Tây Ban Nha-Mỹ, và nó tiếp tục khi Anh rút hạm đội của mình khỏi Caribe để tập trung vào Mối đe dọa hải quân Đức. Năm 1901, Anh và Hoa Kỳ ký Hiệp ước Hay–Pauncefote, bãi bỏ Hiệp ước Clayton–Bulwer, vốn ngăn cản Hoa Kỳ xây dựng một kênh đào nối Thái Bình Dương và Đại Tây Dương. Tranh chấp ranh giới Alaska lâu dài đã được giải quyết dựa trên các điều kiện có lợi cho Hoa Kỳ, vì Vương quốc Anh không sẵn lòng xa lánh Hoa Kỳ vì những gì họ coi là vấn đề thứ yếu. Như Roosevelt sau này đã nói, việc giải quyết tranh chấp ranh giới Alaska đã "giải quyết rắc rối nghiêm trọng cuối cùng giữa Đế quốc Anh và chúng ta".

#### Châu Mỹ Latinh và Kênh đào Panama
Với tư cách là tổng thống, ông chủ yếu tập trung các tham vọng ở nước ngoài của quốc gia vào vùng Caribe, đặc biệt là những địa điểm có liên quan đến việc bảo vệ dự án yêu thích của ông, Kênh đào Panama. ROosevelt cũng tăng quy mô hải quân, và vào cuối nhiệm kỳ thứ hai của ông, Hoa Kỳ có nhiều thiết giáp hạm hơn bất kỳ quốc gia nào khác ngoài Anh. Kênh đào Panama khi được khánh thành vào năm 1914 đã cho phép Hải quân Hoa Kỳ di chuyển nhanh chóng qua lại từ Thái Bình Dương đến vùng biển Caribe và đến các vùng biển châu Âu.
Vào tháng 12 năm 1902, người Đức, người Anh và người Ý đã phong tỏa các cảng Venezuela để buộc phải trả các khoản vay quá hạn. Roosevelt đặc biệt quan tâm đến động cơ của Hoàng đế Đức Wilhelm II. Ông đã thành công trong việc khiến ba quốc gia đồng ý phân xử bằng tòa án tại The Hague, và xoa dịu thành công khủng hoảng. Quyền hạn được các trọng tài trao cho người châu Âu một phần chịu trách nhiệm về "Hệ quả Roosevelt" của Học thuyết Monroe, mà Tổng thống ban hành năm 1904: "Những hành vi sai trái mãn tính hoặc sự bất lực dẫn đến tình trạng chung Việc nới lỏng các mối ràng buộc của xã hội văn minh có thể ở Mỹ cũng như những nơi khác cuối cùng đòi hỏi sự can thiệp của một quốc gia văn minh nào đó, và ở Tây bán cầu, việc Hoa Kỳ tuân thủ học thuyết Monroe có thể buộc Hoa Kỳ, dù miễn cưỡng, phải hành động trắng trợn. những trường hợp có hành vi sai trái hoặc bất lực như vậy đối với việc thực thi quyền lực của cảnh sát quốc tế."
Việc theo đuổi kênh eo đất ở Trung Mỹ trong thời kỳ này tập trung vào hai tuyến đường khả thi— Nicaragua và Panama, lúc đó là một quận nổi loạn bên trong Colombia. Roosevelt thuyết phục Quốc hội thông qua giải pháp thay thế của Panama, và một hiệp ước đã được thông qua nhưng bị chính phủ Colombia bác bỏ. Khi người Panama biết được điều này, một cuộc nổi dậy đã xảy ra sau đó, được Roosevelt ủng hộ và đã thành công. Một hiệp ước với chính phủ Panama mới về việc xây dựng kênh đào đã đạt được vào năm 1903.Roosevelt bị chỉ trích vì đã trả cho Công ty Kênh đào Panama bị phá sản và Công ty Kênh đào Panama Mới 40.000.000 đô la (tương đương với $13028 tỷ năm 2022) cho quyền và thiết bị để xây dựng kênh đào. Các nhà phê bình cáo buộc rằng một tập đoàn nhà đầu tư Mỹ bị cáo buộc đã chia số tiền lớn cho nhau. Cũng có tranh cãi về việc liệu một kỹ sư của công ty Pháp có ảnh hưởng đến Roosevelt trong việc chọn tuyến đường Panama cho kênh đào thay vì tuyến đường Nicaragua hay không. Roosevelt phủ nhận cáo buộc tham nhũng liên quan đến kênh đào trong thông điệp gửi tới Quốc hội ngày 8 tháng 1 năm 1906. Vào tháng 1 năm 1909, Roosevelt, trong một động thái chưa từng có, đã đưa ra cáo buộc hình sự tội phỉ báng đối với New York World và Indianapolis News được gọi là "Vụ bôi nhọ Roosevelt-Panama" . Cả hai vụ kiện đều bị Tòa án quận của Hoa Kỳ bác bỏ và vào ngày 3 tháng 1 năm 1911, Tòa án tối cao Hoa Kỳ, sau khi kháng cáo liên bang, đã giữ nguyên phán quyết của các tòa án cấp dưới. Các nhà sử học rất gay gắt chỉ trích các vụ truy tố hình sự của Roosevelt đối với "Thế giới" và "Tin tức" nhưng lại bị chia rẽ về việc liệu tham nhũng thực sự trong việc mua lại và xây dựng Kênh đào Panama có diễn ra hay không.
Năm 1906, sau một cuộc bầu cử gây tranh cãi, một cuộc nổi dậy xảy ra ở Cuba; Roosevelt cử Taft, Bộ trưởng Chiến tranh, đến theo dõi tình hình; ông tin rằng mình có quyền đơn phương ủy quyền cho Taft triển khai Thủy quân lục chiến, nếu cần thiết mà không cần sự chấp thuận của quốc hội.
Xem xét công trình của nhiều học giả, Ricard báo cáo rằng:
Diễn biến nổi bật nhất trong lịch sử thế kỷ 21 của Theodore Roosevelt là sự chuyển đổi từ việc buộc tội một phần đế quốc sang gần như nhất trí tán dương nhà ngoại giao bậc thầy... [Các tác phẩm gần đây] đã nhấn mạnh một cách thuyết phục tài năng quản lý chính trị đặc biệt của Roosevelt trong việc xây dựng "mối quan hệ đặc biệt" của thế kỷ XX mới ra đời. ...Không thể phủ nhận danh tiếng của tổng thống thứ 26 như một nhà ngoại giao xuất sắc và một chính trị gia thực thụ đã đạt đến tầm cao mới trong thế kỷ 21...tuy nhiên, chính sách Philippines của ông vẫn gây ra nhiều chỉ trích.

Vào ngày 6 tháng 11 năm 1906, Roosevelt là tổng thống đầu tiên rời lục địa Hoa Kỳ trong chuyến công du chính thức. Roosevelt thực hiện chuyến đi 17 ngày tới Panama và Puerto Rico. aboard the USS Louisiana. Ông đã đến thăm địa điểm làm việc của Kênh đào Panama, thăm hỏi rất nhiều công nhân ở đó. Ông và Edith Roosevelt cũng tham dự các buổi chiêu đãi ngoại giao ở cả Panama và Puerto Rico.

### Thành lập lực lượng FBI
Điều đáng ngạc nhiên là khi Roosevelt lên làm Tổng thống, dù đã hơn trăm năm sau khi lập quốc, nước Mỹ vẫn chưa hề có một lực lượng cảnh sát quốc gia hay một "bộ công an" có quyền lực để làm công cụ giữ gìn trật tự trị an trên toàn quốc.
Mỗi bang có lực lượng cảnh sát địa phương riêng. Cảnh sát Tư pháp Hoa Kỳ trực thuộc Tòa án Liên bang có nhiệm vụ chủ yếu là truy bắt tội phạm bị truy nã, không có chức năng điều tra vụ việc cụ thể, và cũng không có đủ nhân tài vật lực cho các vụ điều tra lâu dài cấp liên bang.
Cơ quan Mật vụ Hoa Kỳ lúc đó còn trực thuộc Bộ Ngân khố, chỉ có một nhiệm vụ chính là điều tra nạn làm tiền giả. Phải đến sau khi Tổng thống McKinley bị ám sát, Cơ quan Mật vụ mới được trao thêm nhiệm vụ bảo vệ an ninh cho các lãnh đạo chính phủ.
Nhiều đời tổng thống Mỹ trước Roosevelt phải nhờ đến dịch vụ thám tử tư nhân Pinkerton - một công ty chuyên cung cấp dịch vụ thám tử, an ninh, tình báo... để thực hiện các hoạt động điều tra tội phạm, chống bạo loạn, an ninh tình báo và chống khủng bố. Việc sử dụng một "đạo quân tư nhân" ít bị pháp luật kiểm soát và ràng buộc như Pinkerton gây ra nhiều hệ quả phiền phức cho chính phủ.
Roosevelt chỉ đạo cho Tổng Chưởng lý trong nội các của mình là Charles Joseph Bonaparte phải lập tức tiến hành xây dựng một lực lượng liên bang có chức năng và chuyên môn điều tra tội phạm cấp liên bang. Song việc này gặp phải sự phản đối và cấm đoán của Quốc hội Mỹ. Thế nhưng, ông Roosevelt không bỏ cuộc.
Ngày 26 tháng 7 năm 1908, Bonaparte ký quyết định dùng công quỹ hiện có của Bộ Tư pháp để thành lập Cục Điều tra, sau này đổi tên thành FBI. Đây là một trong những lực lượng an ninh điều tra lớn nhất và được biết đến nhiều nhất trên thế giới.

## Giải Nobel Hòa Bình
Mặc dù Roosevelt nổi tiếng "hung hăng" trong chính sách ngoại giao (ông nổi tiếng với câu nói "Nói mềm mỏng và mang theo cây gậy lớn"), ông cũng là một nhà ngoại giao đầy kinh nghiệm. Khi Nga chiến tranh với Nhật Bản năm 1904,  Roosevelt đã đề nghị làm người phân xử. Sau sự phản đối ban đầu, hai bên đã đi đến bàn đàm phán ở New Hampshire năm 1905, nơi Roosevelt đã bảo trợ một thỏa thuận hòa bình. Nhờ đó năm 1906, Theodore Roosevelt được trao giải Nobel Hòa bình hững nỗ lực thành công của ông trong việc kết thúc Chiến tranh Nga-Nhật tại Hội nghị hòa bình ở Portsmouth, New Hampshire. Ngoài ra, khi Đức và Pháp suýt đi đến chiến tranh về việc phân chia chính trị của Marốc, Roosevelt lại một lần nữa đứng ra làm trung gian và bảo trợ một thỏa thuận cứu vãn thể diện cho các nước liên quan. Một số nhà sử học tin rằng thỏa thuận năm 1906 đã trì hoãn sự bùng nổ của Thế Chiến thứ nhất thêm 1 thập kỷ nữa. Ông là người Mỹ đầu tiên nhận được giải thưởng này. Tuy nhiên, giải Nobel Hòa bình ông nhận vẫn còn gây tranh cãi trong lịch sử vì ông có một vai trò lớn trong cuộc đàn áp đẫm máu các cuộc nổi dậy chống lại cuộc xâm lược của Mỹ tại Philippines.
Đã là một chính trị gia đối lập, ông ủng hỗ các nỗ lực của Tomáš Garrigue Masaryk để tạo ra một Tiệp Khắc độc lập. Vào tháng 8 năm 1918, khi ông phân phối tiền thưởng Nobel hòa bình, ông đã gửi một tổng số tượng trưng của $1.000 đến Nga cho Legionnaires Tiệp Khắc và tại một buổi lễ ở New York, ông nói, "Anh hùng Tiệp Khắc phải hình thành một cộng đồng độc lập."

## Hậu tổng thống (1909–1919)

### Cuộc bầu cử năm 1908
Roosevelt rất thích làm tổng thống và vẫn còn tương đối trẻ nhưng cảm thấy rằng một số nhiệm kỳ hạn chế có thể giúp kiểm soát chế độ độc tài. Roosevelt cuối cùng quyết định tuân theo cam kết năm 1904 của mình là không tranh cử nhiệm kỳ thứ ba. Cá nhân ông đã ưu ái Ngoại trưởng Elihu Root làm người kế nhiệm, nhưng sức khỏe yếu của Root khiến ông trở thành một ứng cử viên không phù hợp. Thống đốc New York Charles Evans Hughes nổi lên như một ứng cử viên tiềm năng mạnh mẽ và chia sẻ chủ nghĩa tiến bộ của Roosevelt, nhưng Roosevelt không thích ông ta và cho rằng ông ta quá độc lập. Thay vào đó, Roosevelt chọn Bộ trưởng Chiến tranh, William Howard Taft, người từng phục vụ tận tình dưới thời các Tổng thống Harrison, McKinley và Roosevelt ở nhiều vị trí khác nhau. Roosevelt và Taft đã là bạn từ năm 1890, và Taft luôn ủng hộ các chính sách của Tổng thống Roosevelt. Roosevelt quyết tâm bổ nhiệm người kế nhiệm mà ông đã lựa chọn và đã viết những dòng sau cho Taft : "Will thân mến: Bạn có muốn có bất kỳ hành động nào đối với những quan chức liên bang đó không? Tôi sẽ bẻ cổ họ một cách vui vẻ nhất nếu bạn nói ra lời đó!". Chỉ vài tuần sau, ông coi lời cáo buộc là "sai trái và ác ý" rằng ông đang sử dụng các văn phòng theo ý mình để ủng hộ Taft. Tại đại hội đảng Cộng hòa năm 1908, nhiều người đã hô vang "bốn nhiều năm nữa" trong nhiệm kỳ tổng thống của Roosevelt, nhưng Taft đã giành được đề cử sau khi Henry Cabot Lodge nói rõ rằng Roosevelt không quan tâm đến nhiệm kỳ thứ ba.
Trong Bầu cử năm 1908, Taft dễ dàng đánh bại ứng cử viên Đảng Dân chủ, ứng cử viên ba lần William Jennings Bryan. Taft thúc đẩy chủ nghĩa tiến bộ nhấn mạnh đến pháp quyền; ông thích các thẩm phán hơn là các nhà quản lý hay chính trị gia đưa ra những quyết định cơ bản về sự công bằng. Taft thường tỏ ra là một chính trị gia kém khéo léo hơn Roosevelt và thiếu năng lượng cũng như sức hút cá nhân, cùng với các công cụ quảng cáo, những người ủng hộ tận tâm và cơ sở ủng hộ rộng rãi của công chúng đã khiến Roosevelt trở nên đáng gờm. Khi Roosevelt nhận ra rằng việc giảm thuế sẽ có nguy cơ tạo ra căng thẳng nghiêm trọng trong Đảng Cộng hòa bằng cách đẩy các nhà sản xuất (nhà sản xuất, công nhân công nghiệp và nông dân) chống lại thương nhân và người tiêu dùng, ông đã ngừng nói về vấn đề này. Taft bỏ qua những rủi ro và giải quyết vấn đề thuế quan một cách táo bạo, khuyến khích các nhà cải cách đấu tranh để đạt được mức lãi suất thấp hơn, sau đó cắt giảm các thỏa thuận với các nhà lãnh đạo bảo thủ vốn giữ tỷ lệ chung ở mức cao. Kết quả là Thuế quan Payne-Aldrich năm 1909, được ký thành luật ngay từ đầu nhiệm kỳ của Tổng thống Taft, là quá cao đối với hầu hết các nhà cải cách, và việc Taft xử lý thuế quan đã khiến tất cả các bên xa lánh. Trong khi cuộc khủng hoảng đang gia tăng trong Đảng, Roosevelt đang đi công du Châu Phi và Châu Âu, để Taft có không gian làm người của riêng mình.

### Chiến tranh thế giới thứ nhất
Khi Chiến tranh thế giới thứ nhất bắt đầu vào năm 1914, Roosevelt ủng hộ mạnh mẽ Đồng minh và yêu cầu một chính sách khắc nghiệt hơn đối với Đức, đặc biệt là liên quan đến chiến tranh tàu ngầm. Roosevelt giận dữ tố cáo chính sách đối ngoại của Tổng thống Wilson, gọi đó là một thất bại liên quan đến sự tàn bạo ở Bỉ và vi phạm quyền của người Mỹ. Năm 1916, khi vận động tranh cử cho Hughes, Roosevelt liên tục tố cáo người Mỹ gốc Ireland và người Mỹ gốc Đức mà ông mô tả là không yêu nước, nói rằng họ đặt lợi ích của Ireland và Đức lên trên lợi ích của Mỹ bằng cách ủng hộ tính trung lập. Ông nhấn mạnh rằng người ta phải là người Mỹ 100%, không phải là "người Mỹ có gạch nối", người tung hứng nhiều lòng trung thành. Vào tháng 3 năm 1917, Quốc hội trao cho Roosevelt quyền tăng tối đa bốn sư đoàn tương tự như Rough Riders, và Thiếu tá Frederick Russell Burnham được giao phụ trách cả công tác tổ chức chung và tuyển dụng. Tuy nhiên, Tổng thống Wilson tuyên bố với báo chí rằng ông sẽ không cử Roosevelt và những người tình nguyện của ông đến Pháp mà thay vào đó sẽ cử một Lực lượng viễn chinh Mỹ dưới sự chỉ huy của Tướng John J. Pershing. Roosevelt không bao giờ tha thứ cho Wilson, và nhanh chóng xuất bản Kẻ thù của chính gia đình chúng ta, một bản cáo trạng đối với tổng thống đương nhiệm. Con trai út của Roosevelt, Quentin, một phi công của lực lượng Mỹ ở Pháp, đã thiệt mạng khi bị bắn hạ sau phòng tuyến của quân Đức vào ngày 14 tháng 7 năm 1918, ở tuổi 20. Roosevelt được cho là chưa bao giờ hồi phục sau sự mất mát của mình.

## Qua đời
Vào đêm ngày 5 tháng 1 năm 1919, Roosevelt bị khó thở. Sau khi được bác sĩ George W. Faller điều trị, ông cảm thấy khỏe hơn và đi ngủ. Những lời cuối cùng của Roosevelt là "Làm ơn tắt đèn đi, James" với người hầu trong gia đình ông James E. Amos. Từ 4 giờ đến 4 giờ 15 sáng hôm sau, Roosevelt qua đời ở tuổi 60 trong giấc ngủ tại Sagamore Hill sau khi cục máu đông tách ra khỏi tĩnh mạch và di chuyển đến phổi của ông.
Khi nhận được tin ông qua đời, con trai ông là Archibald đã điện báo cho các anh chị em của mình: "Con sư tử già đã mất." Phó Tổng thống của Woodrow Wilson, Thomas R. Marshall, cho biết rằng "Cái chết  đưa Roosevelt vào giấc ngủ, vì nếu ông còn thức thì sẽ xảy ra một cuộc chiến." Sau lễ chia tay riêng tư tại Phòng phía Bắc ở Đồi Sagamore, một đám tang đơn giản đã được tổ chức tại Nhà thờ Tân giáo Chúa Kitô ở Vịnh Oyster. Phó Tổng  Thomas R. Marshall, Charles Evans Hughes, Warren G. Harding, Henry Cabot Lodge và William Howard Taft nằm trong số những người đưa tang. Con đường rước phủ đầy tuyết đến Nghĩa trang Tưởng niệm Youngs chật kín khán giả và một đội cảnh sát cưỡi ngựa đã đến từ Thành phố New York. Roosevelt được an táng trên sườn đồi nhìn ra Vịnh Oyster.

## Các câu nói nổi tiếng
Về chính trị:
- Không có sự ngẫu nhiên nào trên trường chính trị.
- Khi quyết định, điều tốt nhất ta có thể làm là điều hợp lý nhất, các quyết định sau điều hợp lý nhất đều sai, và điều tệ nhất là chẳng làm gì cả.

Về đời sống:
- Khi tin là mình có thể, bạn đã đạt được một nửa thành công.
- Có một câu ngạn ngữ cổ nói rằng: Ăn nói nhỏ nhẹ và cầm một cây gậy lớn - bạn sẽ có thể tiến xa hơn trong cuộc sống.
- Nếu không có chiến tranh, ta sẽ không có những vị tướng giỏi, những chính trị gia tài ba. Nếu Lincoln sống trong thời bình thì sẽ chẳng một ai biết ông ta là ai.

Về chiến tranh:
- Nếu không có chiến tranh, ta sẽ không có những vị tướng giỏi, những chính trị gia tài ba. Nếu Lincoln sống trong thời bình thì sẽ chẳng một ai biết ông ta là ai.